# Daniel Schneidermann
Pour les articles homonymes, voir Schneidermann.
Daniel Schneidermann [danjɛl ʃnɛdɛʁman], né le 5 avril 1958 à Paris, est un journaliste français spécialiste de la critique des médias.
Il se consacre en particulier à l'analyse des images télévisuelles, en écrivant des chroniques hebdomadaires, d'abord dans le journal Le Monde puis dans Libération. De 1995 à 2007, il dirige et présente l'émission de télévision Arrêt sur images sur France 5. Il anime ensuite cette émission transposée sur internet sous le nom @rrêt sur images sur le site homonyme de 2007, date de sa création, à 2022. Le site a élargi le champ initial de l’émission, en se consacrant à la déconstruction de toutes les narrations médiatiques dominantes, sur tous supports.
Il est l'auteur d'une vingtaine d'essais, au carrefour des représentations médiatiques, de la justice et de l'histoire, portant notamment sur la période de la Seconde Guerre mondiale.

## Biographie

### Enfance
Schneidermann est issu d'une famille juive française. Sa mère travaille dans une galerie d'art parisienne à l'angle de la rue de Seine et de la rue Visconti. Son père occupe de multiples emplois de vendeur dans des commerces ou dans des foires (principalement en confection et électroménager).
Son enfance, et sa relation à la paternité, sont abordées sous une forme romancée dans son livre Les Langues paternelles (Robert Laffont), publié sous le pseudonyme de David Serge. À dix-sept ans, Daniel Schneidermann est pendant quelques mois militant à l'Union des étudiants communistes, à la section du lycée Henri-IV, à Paris,.

### 1979-2003:Le Monde
Après être passé au Centre de formation des journalistes, il entre en 1979 comme journaliste au quotidien français Le Monde, où il est nommé grand reporter en 1983. Pendant de longues années, Daniel Schneidermann assure pour le quotidien de nombreux reportages de terrain et la chronique judiciaire qui lui donneront l'occasion d'écrire plusieurs livres, notamment L'Étrange Procès, et Les juges parlent... qui, avec Où vont les juges..., ont été écrits en collaboration avec Laurent Greilsamer.
En 1992, il commence à y publier des chroniques de télévision, d’abord quotidiennes, puis hebdomadaires. Il y critique la manière dont la télévision présente l’information et influence le téléspectateur. Il s’inscrit dans la continuité de la critique télévisuelle entamée trente ans plus tôt par des auteurs comme François Mauriac ou Morvan Lebesque,.
En 2003, alors que la controverse fait rage autour du livre La Face cachée du Monde de Pierre Péan et Philippe Cohen, Daniel Schneidermann critique dans son ouvrage Le Cauchemar médiatique la réaction de la direction du quotidien, en estimant que celle-ci ne répondait pas aux arguments du livre. En octobre 2003, il est licencié pour « cause réelle et sérieuse » : selon la direction, un passage du livre est « attentatoire à l’entreprise pour laquelle il travaille ». Le journaliste poursuit le quotidien aux prud'hommes de Paris, qui lui donnent gain de cause en mai 2005, jugement confirmé en appel en mars 2007. Dans sa dernière chronique datée du 3 octobre 2003, il exprime sa surprise et sa déception d’être sanctionné par un journal qui se veut pourtant un modèle de transparence. Daniel Schneidermann devient en octobre 2003 pigiste pour Libération, où il assure une chronique des médias tous les lundis.

### 1995-2007: Arrêt sur images
En 1995, sur une idée commune avec Arnaud Viviant et Alain Rémond, le succès de ses chroniques écrites[réf. nécessaire] lui permet de créer sur France 5 (alors nommée La Cinquième et présidée par Jean-Marie Cavada) l'émission hebdomadaire Arrêt sur images, dont il est à la fois producteur et animateur. La journaliste Pascale Clark présente l'émission avec lui pendant la première année. Arrêt sur images a pour objet de décrypter l'image et le discours télévisuels et, avec l'aide de divers chroniqueurs et journalistes, d'analyser la fabrication du récit médiatique.
Cette émission, chose rare pour la télévision française[réf. nécessaire], tente d'organiser son autocritique en relation avec Internet. Chaque mois, la « forumancière », chargée de suivre les débats des téléspectateurs sur le forum d'Arrêt sur images, vient interpeller Daniel Schneidermann sur certaines critiques émises par des internautes contribuant à ce site.
Son émission critique amène régulièrement Daniel Schneidermann à avoir des relations tendues avec différentes personnalités ou chaînes, qui lui reprochent parfois partialité, mauvaise foi, voire malhonnêteté. Parmi les conflits les plus médiatisés, on notera en particulier :
- Le 20 janvier 1996, le sociologue Pierre Bourdieu, invité aux côtés des journalistes Jean-Marie Cavada et Guillaume Durand, estime que l'émission ne lui avait pas réellement permis de s'exprimer et confirme son idée antérieure qu'« on ne peut pas critiquer la télévision à la télévision », ce que Daniel Schneidermann a considéré en retour comme une méconnaissance des mécanismes télévisuels[12]. En 1996, Bourdieu publie le livre Sur la télévision, alors que Schneidermann fait paraître en 1999 Du journalisme après Bourdieu[7].
- Le film Enfin pris ? du journaliste Pierre Carles, partisan de Bourdieu et éphémère collaborateur de Daniel Schneidermann, a pour personnage central ce dernier, qu'il soupçonne de partialité et de reniement[13]. Dialogue de sourds, livre retraçant la correspondance entre Daniel Schneidermann et Pierre Carles entre 1997 et 2000, complète le film[14].
- En 2002, un ancien correspondant de TF1, Alain Chaillou, est présent sur le plateau d'Arrêt sur images pour parler de la fermeture de plusieurs bureaux à l'étranger et du faible intérêt de la chaîne pour l'actualité internationale. Depuis cette émission, Daniel Schneidermann a des relations difficiles avec la chaîne TF1[15].
- Le 14 septembre 2003, un épisode consacré aux déboires de la couverture médiatique de l'affaire Alègre, impliquant notamment une journaliste de France 2, est annulé et propose à la place un autre sommaire. Daniel Schneiderman donne une réponse officielle expliquant que la direction de France 5 a estimé que l'émission ne correspond pas au format habituel et n'est pas assez ancré dans l'actualité. Ils se sont entendus pour reprogrammer l'émission s'il y a un fait nouveau dans l'affaire. Une autre version présentée par l'animateur rejoindra celle du média Le Nouvel Obs. Il a alors révélé que Olivier Mazerolle, directeur général de France 2, a demandé à celui de France Télévisions Marc Tessier de faire censurer le programme. Tessier demande alors à Jean-Pierre Cottet, responsable de France 5. Par la suite, le président du Conseil supérieur de l'audiovisuel (CSA) Dominique Baudis a des retours de cette annulation qui le surprend. S'opposant à Tessier, il contacte l'équipe d'Arrêt sur images pour expliquer qu'il n'est pas à l'origine de la censure. Le sujet sera finalement abordé le 21 septembre 2003 dans un format habituel[16],[17],[18].
- Le 6 juillet 2005, Patrick de Carolis est élu président de France Télévisions par le Conseil supérieur de l'audiovisuel (CSA). Daniel Schneidermann rappelle alors sur son blog que son nouveau dirigeant a présenté dans l'émission Des racines et des ailes un reportage falsifié, présentant un entraînement de la Compagnie républicaine de sécurité (CRS) comme un reportage pris sur le vif. Par cet acte, il explique vouloir « vérifier l'espace de [sa] bulle d'oxygène »[15]. Ces tensions avec la direction, malgré des audiences pouvant atteindre 1,5 million de téléspectateurs, amènent dans un premier temps la suppression de toute rediffusion de l'émission lors du remaniement des grilles à la suite de l'apparition de la TNT[15]. Puis, en 2007, la chaîne décide de manière « irrévocable » de ne pas reconduire l'émission Arrêt sur images à la rentrée de septembre[19],[20]. Daniel Schneidermann est licencié de France 5 le 30 juin 2007 pour « faute grave »[21].

Guillaume Paugam donne d'autres raisons à sa déprogrammation : une « émission pas assez vivante, son format vieillot, sa formule dépassée. Son indécente liberté de ton. » Dans le cadre d'une télévision qui se donne pour but de divertir, sa propre auto-critique serait « ennuyeuse ».

### 2005-2007: Big Bang Blog
En 2005, avec David Abiker et Judith Bernard, il crée le Big Bang Blog ; ce blog lui permet également d'exprimer des idées qui n'auraient pas leur place dans ses chroniques ou ses émissions de télévision, ainsi que de parler de « tout ce qui craque et tout ce qui résiste » dans le monde des médias.
Le 13 septembre 2007, Daniel Schneidermann annonce sur le blog la mise en sommeil de ce dernier, pour se consacrer à @rrêt sur images, reprise sur Internet d'Arrêt sur images.

### depuis 2007: @rrêt sur images
En réaction à la suppression de l'émission télévisée Arrêt sur Images et au regard du soutien de téléspectateurs, Daniel Schneidermann crée en septembre 2007, avec une partie de l'ancienne équipe rédactionnelle de l'émission, le site web @rrêt sur images dont l'objectif est de continuer la critique déjà portée par l'émission mais sur un support qu'il veut « totalement libre » : Internet. Le plan financier du site ne repose pas sur la combinaison entre accès gratuit et financement publicitaire, qu'il considère non viable, mais sur un abonnement payant. Daniel Schneidermann espère ainsi fidéliser les 180 000 signataires de la pétition contre la suppression de l'émission Arrêt sur images. Depuis janvier 2008, le site propose des émissions (sur un format de type plateau-débat) et du contenu réservé aux abonnés. Ce site revendiquait 28 000 abonnés en 2017.
En 2021, Daniel Schneidermann transmet la propriété du site à son équipe de neuf salariés, qui en sont désormais seuls actionnaires à ses côtés. Cette initiative constitue un cas unique dans la presse française[réf. nécessaire]. La direction de la publication et la rédaction en chef sont tout d'abord confiées à Emmanuelle Walter. À la suite du départ de cette dernière en 2022, Loris Guémart est élu à ce poste, suivi fin 2024 par Robin Andraca.
En décembre 2022, il arrête de présenter l’émission historique,. Les journalistes Nassira El Moaddem et Paul Aveline lui succèdent. Il continue toutefois de rédiger ponctuellement articles et chroniques, et de présenter trois émissions intermittentes : Post Pop, consacrée à la relecture a posteriori d'oeuvres de la culture populaire (principalement des films), Sur La Planche, consacrée à la bande dessinée, et enfin Je vous ai laissé parler, entretien en tête à tête avec une personnalité.
A partir de 2023, il se consacre à la construction d'une plateforme d'abonnements communs pour différents médias indépendants en ligne, La Presse libre (Arrêt sur images, Next, Mediacités, Politis, Reflets, Rue 89). La mise en ligne de La Presse libre est prévue pour l'automne 2025.

## Critiques et controverses
Tout au long de l'existence d'Arrêt sur images, le travail de Daniel Schneidermann est critiqué par des personnalités des médias, et parfois des universitaires. Pour Guillaume Paugam[Qui ?], Daniel Schneidermann est « un praticien contrarié : tout à la fois pourfendeur de la médiocrité médiatique et incorrigible zélateur de ses capacités propres à s’autoréguler ». Le journaliste se serait attiré « les foudres de ses pairs pour son intransigeance », tout à la fois « vanté pour sa ténacité et sa rigueur professionnelle puis dénoncé pour son obstination ».

### 2013: défense de Frédéric Taddeï et accusations de Patrick Cohen
Dans une chronique publiée dans Libération le 17 mars 2013, Daniel Schneidermann défend Frédéric Taddéï face aux accusations de Patrick Cohen, qui reprochait au premier son choix d'invités parfois controversés. Schneidermann accuse ainsi Cohen d'avoir établi "une liste des interdits, des proscrits, des bannis" sur le service public, ce qui va selon lui à l'encontre de sa mission première et de son éthique en tant que journaliste. Selon Schneidermann, les quatre noms cités par Cohen, celui de Tariq Ramadan, d'Alain Soral, de Dieudonné et de Marc-Édouard Nabe ont en commun d'être associés à des paroles « désagréables sur les juifs, Israël, ou le sionisme ». Patrick Cohen, accusera par la suite Daniel Schneidermann d'avoir « nourri la haine antisémite » le visant en donnant du crédit à la thèse défendue par Dieudonné d'une "liste noire", thèse par ailleurs reprise en public lors d'un spectacle au sujet duquel le Parquet a par la suite ouvert une enquête pour incitation à la haine raciale. Cohen reproche également à Schneidermann le ton léger dans lequel sont décrits les invités de Frédéric Taddéï mentionnés dans sa chronique, et en particulier le terme "publiciste inclassable" utilisé pour qualifier Alain Soral,, et que Schneidermann qualifiera lui-même "d'absurde" dans une chronique publiée sur Arrêt sur Images revenant sur l'affaire.

### 2020: controverse avec Christine Kelly et lancement du mouvement «Stop Bolloré»
Le 10 septembre 2020, il compare le rôle d'animatrice incarné par Christine Kelly dans l'émission Face à l'info (CNews, propriété de Vincent Bolloré) à celui d'une « servante » d'Éric Zemmour, jugeant qu'elle ne remplit pas son rôle de « modératrice » des excès "racistes" du polémiste. Le mot « servante » provoque une certaine indignation sur les réseaux sociaux, où il est jugé à son tour « sexiste » et « raciste ». « J’entends ce genre de paroles racistes et misogynes depuis que je suis toute petite, ça ne me fait plus rien », réagit Christine Kelly,. En avril 2021, il est critiqué à nouveau par Valeurs Actuelles pour avoir comparé Christine Kelly à Pépita, ex-animatrice de l’émission de divertissement Pyramide. En 2021, Daniel Schneidermann fonde avec d'autres le collectif Stop Bolloré, qui se fixe pour but de lutter contre la "mainmise" de Vincent Bolloré sur les médias. C'est son premier engagement personnel depuis ses années étudiantes[réf. nécessaire].

### 2022: controverse autour du réenregistrement d'une séquence avec Louis Boyard
En novembre 2022, le député Louis Boyard est invité dans l'émission de Daniel Schneidermann. Il lui demande qu'un passage de son interview sur son passé de dealer soit coupé au montage. Sa demande est rejetée mais le député obtient du journaliste le réenregistrement de la séquence. Cette décision de Daniel Schneidermann provoque une vive émotion dans la rédaction et une intervention du médiateur d'Arrêts sur images.

## Œuvres
- Tout va très bien, monsieur le ministre, Éditions Belfond, 1987  (ISBN 2714420699).
- Où sont les caméras ?, Belfond, 1989  (ISBN 2714423086).
- Un certain Monsieur Paul, l'affaire Touvier, Fayard, 1989 (avec Laurent Greilsamer)  (ISBN 2213592489).
- Les juges parlent, Fayard, 1992, (avec Laurent Greilsamer),  (ISBN 2213029393).
- La Disparue de Sisterane, Fayard, 1992,  (ISBN 2213028478).
- Arrêts sur images, Fayard, 1994,  (ISBN 2213591806).
- Anxiety Show, Arléa, 1994,  (ISBN 2869592167).
- Nos mythologies, Plon, 1995,  (ISBN 2259181643).
- L’Étrange Procès, Fayard, 1998,  (ISBN 2213601046).
- Du journalisme après Bourdieu, Fayard, 1999,  (ISBN 2213603987).
- Les Folies d'Internet, Fayard, 2000,  (ISBN 2213606943).
- Où vont les juges ?, Fayard, 2002, (avec Laurent Greilsamer),  (ISBN 2213610770).
- Le Cauchemar médiatique, Éditions Denoël, 2003  (ISBN 2070317048).
- Les Langues paternelles, Robert Laffont, 2005, (sous le pseudonyme de David Serge),  (ISBN 2221106016).
- Gründlich (sous le pseudonyme de David Serge), Stock, 2007,  (ISBN 2234060729).
- C'est vrai que la télé truque les images ?, coécrit avec sa fille Clémentine Schneidermann, Albin Michel, 2008,  (ISBN 2226186956).
- Crise au Sarkozistan, Le Publieur, 2011,  (ISBN 978-2350610160).
- Où le sang nous appelle, avec Chloé Delaume, éditions du Seuil, coll. « Fiction et Cie », 2013,  (ISBN 978-2021084696).
- Terra incognita.net : randonnée d'un monde à l'autre, Le Publieur, 2013, (ASIN B00G93988W).
- On n'a pas fini de rire: Quelques mots à ma nouvelle famille, Le Publieur, 2015, (ASIN B00U6NRPT0).
- Liberté d'expression : a-t-on le droit de tout dire ?, avec Etienne Lécroart, la Ville Brûle, 2015  (ISBN 978-2360120659).
- Berlin, 1933 : la presse internationale face à Hitler, prix du livre des Assises du journalisme de 2019, Le Seuil, 2018.
- Pouvoir dire STOP, les arènes, 2019  (ISBN 979-10-375-0006-9).
- La Guerre avant la guerre: 1936-1939. Quand la presse prépare au pire, le Seuil, 2022  (ISBN 978-2021478419).
- Cinq têtes coupées. Massacres coloniaux : enquête sur la fabrication de l'oubli, Le Seuil, 2023  (ISBN 978-2021529944).
- La Petite Cour, 2023, avec Vincent Mahé.
- Le Charlisme, Le Seuil, 2024,  (ISBN 2021583430)

## Filmographie
Kosovo, des journalistes dans la guerre (Arte, 2000 ; durée : 90 minutes).